# Юридичний позитивізм
Юридичний позитивізм (англ. Legal positivism) — напрям філософії права, яке бачить у праві сукупність норм чи правил поведінки, встановлених і забезпечених примусом від влади.

## Виникнення і розвиток юридичного позитивізму
На початку свого становлення метою юридичного позитивізму, майже так само як і філософського позитивізму, були лише емпіричні дослідження. Однією з його рис був догматичний підхід до вивчення діючого тобто позитивного права. Усе дослідження і групування правового матеріалу базувалось лише на формально-логічному його опрацюванні та узагальненні. Досвід того часу не робив жодних соціально-економічних обґрунтувань його суті, причин виникнення і розвитку, жодної узагальненої оцінки. Право є те, що записано в законі і нічого більше. Закон же є вільним виявленням волі держави. При цьому держава розглядалась як певна вільна особистість, що існує самостійно і безвідносно до класової структури суспільства. Норми, що вивчалися — «норми права, розглядались як такі що, не підлягали критиці в силу їх встановлення державою»
Вперше термін «позитивізм» (позитивне знання) увів у науковий обіг О. Конт (1798–1857) для позначення як своєї філософії, так і своєї соціальної теорії (соціальна фізика). Позитивне знання — це спостережуване, обчислюване і перевіряється на досвіді знання.

### Основоположники ідеї юридичного позитивізму

#### Джон Остін — батько правового позитивізму
Початок позитивістського напряму в правовій науці було покладено Джоном Остіном (1790–1859), якого називають батьком правового позитивізму. У його працях «Визначення предмета юриспруденції» і «Лекції про юриспруденцію, або філософія позитивного закону» викладено базові ідеї цього напрямку. Остін був правознавцем. У 20-х роках XIX ст. він очолив першу кафедру юриспруденції в Лондонському університеті. Тут же в циклі своїх лекцій під назвою «Визначення предмета юриспруденції» він розвинув тезу свого знаменитого співвітчизника Дж. Бентама про те, що право — це «веління суверена», і забезпечив його розгорнутим обґрунтуванням. Якщо, за поданнями Дж. Бентама, право слід сприймати як сукупність знаків, виданих або схвалених сувереном для регулювання належної поведінки певного класу осіб, що знаходяться під його владою, то, згідно з Остіну, такого суверена можна уявити собі в залежності від обставин — у вигляді не тільки особи, але й установи, яка дійсно, а не формально є сувереном для підвладних в даному політичному співтоваристві.

#### Джерело права
Джерелом права є суверенна влада, причому найважливішою гарантією нормального функціонування права і самої суверенної влади виступає звичка більшості до покори.
У конструкції Остіна суверен постає втіленням всевладної установи, а норма права — нормою владного примусу, або «правилом, встановленим однією розумною істотою, що має владу над іншою розумною істотою, для керівництва ним». Наказ суверена, забезпечений санкцією, і є, по суті справи, правовою нормою.
Суть юридико-позитивістського підходу в розумінні й тлумаченні права добре передається формулою «право є закон». В історичному плані позитивістський підхід виділяється своїм негативним ставленням до будь-яких конструкцій, які допускають або терпимо ставляться до припущення, що крім реального і сприйманого державою і пов'язаного з ним масиву законодавства існує якесь більш розумне право і пов'язана з ним держава, що являє собою еталон для зіставлень 

#### Концепція юридичного позитивізму К. Бергбома
Панівним напрямом буржуазної юриспруденції залишався юридичний позитивізм, який отримав найбільш широке обґрунтування в книзі німецького юриста К. Бергбома «Юриспруденція і філософія права» (1892 р.).
Карл Бергбом (1849–1927) — німецький юрист, уродженець Риги.
Відповідно до теорії Бергбома, наука повинна вивчати, а не оцінювати або вимагати; вона повинна мати справу тільки з реальними предметами і дослідити їх методом досвіду. Відповідно теорія права повинна займатися тільки об'єктивно існуючим правом, заснованим на правотворчих фактах, тобто законодавчої (і взагалі правотворчої) діяльності держави. Саме чинне, позитивне право забезпечує порядок, гармонію і безпеку в державі, створює міцний правопорядок, стоїть над громадянами, над владою, над державою. Оскільки природне право являє собою не більш ніж припущення, щось суб'єктивне і фіктивне, воно, якщо його всерйоз приймати за явище правового порядку, тягне за собою руйнування правопорядку і анархію. Не можна вирішувати виникаючі на практиці юридичні справи, виходячи з природно-правової доктрини, що ділить право на природне і позитивне: "Прихильник природного права повинен відмовитися від права позитивного; хто не хоче відмовитися від позитивного права, повинен відкинути природне. Будь-яке дуалістичне вчення про право є з точки зору практичної юридичної життя неможливим ". Єдино реальне право те, яке виражене в законі. «Сутність будь-якого права полягає в тому, що воно діє». Норма — альфа і омега права, його початок і кінець, за межами закону немає ніякого іншого права. Бергбом розглядав право як щось логічно закінчене — праву властива та ж непроникність, що і фізичному тілу. Всі завдання суду полягають в тому, щоб на основі логічного тлумачення тексту закону визначити рішення у даній справі.

#### Концепції юридичного позитивізму Адемара Есмена
На засадах юридичного позитивізму будувалися також концепції низки ліберальних державознавців, які аналізують і коментують інститути публічного права з урахуванням формально-догматичної методології. Характерним представником такого напрямку був французький державознавець Адемар Есмен (1848–1913 рр.). Він був представником юридичної школи державознавства, суть якої зводиться до виведення держави з конституції формально-правовими способами, до ототожнення держав з правопорядком, і системи державно-правових норм до принципового відриву державознавства від соціології.
У книжці «Загальні підстави конституційного права» (1895 р.) Есмен стверджував, що конституційне право і соціологія мають абсолютно різні ділянки знання, кожна з яких має свій предмет і свої методи дослідження.
Відповідно до цього, Есмен дає абстрактне визначення держави: «Держава є юридичним уособленням нації; є суб'єктом і втіленням громадської влади». Звертаючи увагу виключно на формально-правовий бік, Есмен стверджував, що сучасна представницька держава, де проголошено рівність всіх перед законом, служить не якомусь одному класу чи стану, а всьому суспільству: «Національний суверенітет — це, в правовому сенсі, заперечення будь-якої класової системи».

## Класичний позитивізм
Класичний позитивізм (Дж. Остін) виходив з того, що право є наказом суверена, і пояснював обов'язковість позитивного права існування у переважної більшості членів суспільства звичєм коритися цим примусовим наказом. Ключовими поняттями класичної теорії юридичного позитивізму залишаються такі, як «суверен», «обов'язки», «санкції», «команда». А його сутність зводиться до того, що крім позитивного знання права нічого більше знати не можна. Пізнавати можна тільки правові явища, а не їхні внутрішній зміст, витоки і сенс.

## Сучасний позитивізм
Сучасний позитивізм зазвичай пов'язує обов'язковість позитивного права з так званим правилом визнання. Це правило визначає умови, які слід виконати, аби певну норму можна було вважати правовою.
Таким чином, сучасні позитивісти зазвичай додержуються двох ключових поглядів : 1) те, що вважають за право в кожному конкретному суспільстві, є, по суті, питанням суспільного факту або традиції ; 2) не існує необхідного зв'язку між правом і мораллю.

### Напрямки сучасного позитивізму
У сучасному позитивізмі можна виокремити два основні напрямки: «м'який позитивізм» та «жорсткий позитивізм». «М'які» позитивісти (зокрема, Г. Гарт, Дж. Коулмен) вважають, що правило визнання може містити як критерій юридичної чинності відповідність з моральними принципами або змістовними цінностями. Вони не заперечують можливість існування в конкретному суспільстві традицій вважати моральну цінність норми умовою її юридичної чинності.
«Жорсткі» позитивісти (наприклад Дж. Раз) наполягають на тому, що наявність у певної норми моральної якості ніколи не може бути критерієм юридичної чинності цієї норми; критерієм законності має бути просто якийсь визначений соціальний факт, саме те, що ця норма має конкретне суспільне джерело .

## Характеристика юридичного позитивізму
Юридичний позитивізм абсолютизує розуміння права як сукупності норм, ізолюючи право від неюридичних явищ, зводить завдання науки до формально-догматичного вивчення права «із самого себе». Юридичний позитивізм своїм твердженням про те, що закону не суттєва етична оцінка, об'єктивно виправдовував деякою мірою беззаконня, якщо воно формально санкціоновано.
Теорія юридичного позитивізму збереглась в юридичній науці, хоча і з деякими елементами модернізації перетворилася в теорію неюридичного позитивізму. Якщо юридичний позитивізм брав право таким, як воно є, то неюридичний позитивізм бере право таким, яким воно йому представляється. Об'єктивні риси права чи зовсім зникають чи розчиняються в менш суттєвих ознаках тільки тому, що даній особі вони здадуться суттєвими. Неопозитивісти не розглядають право як щось однозначне.
Суб'єктивне право є похідним від нормативного наказу держави, яке надає права та покладає відповідні обов'язки.
Деякі юридичні позитивісти (зокрема, Г. Шершеневич) вважали навіть, що ті чи інші суспільні відносини існують завдяки відповідному закону. У той же час "держава не тільки є творцем і джерелом права, але і «передує праву історично та логічно».

## Критика юридичного позитивізму
До слабких сторін юридичного позитивізму можна віднести:
- ігнорування змістовної сторони права, у тому числі морального аспекту юридичних норм. Втрачається зв'язок між правом та справедливістю. Неважливо, що саме написано, важливо — що написано;
- перебільшення та догматизація ролі нормативного наказу. Це особливо проявляється у фактичному обґрунтуванні тези, що з наказу народжується реальність, а не реальність обумовлює (чи у всякому випадку впливає) на наказ;
- право може слугувати засобом свавілля зі сторони держави, як законодавця;
- односторонній підхід до співвідношення держави та права. Держава творець та господар права;
- ігнорування самостійного значення суб'єктивного права, ствердження його похідного від позитивного права характеру;
- перебільшення ролі формально-догматичного методу в пізнанні права тощо.

До сильних сторін цього підходу можна віднести, якщо в його межах:
- чітко зрозумілий зв'язок між правом та державою, у тому числі місце та роль держави у правовому бутті;
- визнаються та розробляються формальні аспекти юридичної науки (зокрема, необхідність виконання чітких правил юридичної техніки, розробка формально-юридичного методу тощо);
- визнається та обґрунтовується значення права, як певного суспільного регулятора, дія якого спрямована на забезпечення стабільного порядку у суспільстві;
- розмежовується ідеологія та право;
- визнаються та розробляються питання, які пов'язані з систематизацією права тощо.